# Peter Axel Schmitt
Peter Axel Schmitt (* 5. August 1948 in Mannheim) ist ein deutscher Übersetzungswissenschaftler und Terminologe.  Er lehrt als Universitätsprofessor an der Universität Leipzig, Philologische Fakultät, Institut für Angewandte Linguistik und Translatologie (IALT).

## Leben
Nach dem Abitur 1967 absolvierte Schmitt eine dreijährige Ausbildung bei der Technischen Truppe Instandsetzung der Bundeswehr. Von 1970 bis 1974 studierte Schmitt angewandte Sprachwissenschaft, Übersetzen und Dolmetschen in Mainz am Standort Germersheim, in Bath und in Lissabon. Nach dem Abschluss als Diplom-Übersetzer arbeitete er bis 1980 als technischer Übersetzer in einem deutsch-amerikanischen Ingenieurunternehmen im Kraftwerksbau.
1980 bis 1997 lehrte er an der Universität Mainz am Fachbereich Angewandte Sprach- und Kulturwissenschaft in Germersheim; am Institut für Anglistik und Amerikanistik war er zuständig für technisches Übersetzen, technische Terminologie, technisches Zeichnen und Übersetzungswissenschaft. 1983 promovierte er bei Karl-Heinz Stoll zum Dr. phil. mit einer Arbeit über Anglizismen in den Fachsprachen, 1996 habilitierte er sich mit der Schrift Translation und Technik. 1997 folgte er dem Ruf an die Universität Leipzig auf die Professur Sprach- und Übersetzungswissenschaft (Englisch). Seine Lehre und Forschung sind geprägt durch praktische Erfahrung als technischer Übersetzer und Dolmetscher.
Schmitt hat die Translatologie mit seinen vielseitigen Interessensgebieten in Forschung und Lehre nachhaltig beeinflusst. Er untersuchte verschiedene Fachgebiete wie Technik und Ingenieurwesen, darunter Kraftfahrzeugtechnik, Maschinenbau und Energietechnik. Zudem wandte er sich der Kulturspezifik von Fachgebieten wie Naturwissenschaften und Technik zu und beschäftigte sich mit der Comic- und Theaterübersetzung. Er forschte im Bereich der Terminologie und Lexikographie und entwickelte moderne begriffsorientierte Wörterbücher. Als Vertreter von Funktionalismus und Handlungsorientierung beeinflusste er die universitäre Translationsausbildung nachhaltig.
Schmitt lebt in Markkleeberg, ist verheiratet und hat eine Tochter.

## Mitgliedschaften
- Bundesverband der Dolmetscher und Übersetzer (BDÜ)
- Gesellschaft für Technische Kommunikation (Tekom)
- Verein Deutscher Ingenieure (VDI)
- Gesellschaft für Angewandte Linguistik (GAL)
- Deutscher Hochschulverband (DHV)
- Deutscher Terminologie-Tag (DTT)

## Ehrenämter
- Vizepräsident der CIUTI (Conférence Internationale Permanente d'Instituts Universitaires de Traducteurs et Interprètes)
- Bundesreferent für Übersetzungswissenschaft des BDÜ
- Stellvertretender Vorsitzender des Normenausschusses Terminologie im Deutschen Institut für Normung (DIN)
- Obmann des Normenausschusses DIN NAT1
- ad personam benanntes Mitglied der Expert Group im EU-Projekt EMT (European Master’s in Translation) (bis 2009)
- ad personam benanntes Mitglied des Transforum (ehem. Koordinierungsausschuss Praxis & Lehre)

## Publikationen (Auswahl)

### Monografien
- Anglizismen in den Fachsprachen. Eine pragmatische Studie am Beispiel der Kerntechnik. Carl Winter, Heidelberg 1985
- Die Berufspraxis der Übersetzer. Eine Umfrageanalyse. Berichtssonderheft des Bundesverbandes der Dolmetscher und Übersetzer. BDÜ, Bonn 1990
- Translation und Technik. Stauffenburg, Tübingen 1999

### Aufsätze
- Kulturspezifik von Technik-Texten: Ein translatorisches Problem. In: Hans J. Vermeer (Hrsg.): Kulturspezifik des translatorischen Handelns. In: th – translatorisches Handeln, Hg. Abteilung allgemeine Übersetzungs- und Dolmetschwissenschaft des IÜD der Universität Heidelberg, 3. IÜD, Heidelberg 1989, S. 49–88
- Culturally Specific Elements in Technical Translations. In: Jochen Schwend, Susanne Hagemann, Hermann Völkel (Hrsg.): Language in Context. Festschrift für Horst W. Drescher zum 60. Geburtstag. Lang, Frankfurt 1992, S. 495–515.
- Evaluierung von Fachübersetzungen. In: Gerd Wotjak, Heide Schmidt (Hrsg.): Modelle der Translation. Festschrift für Albrecht Neubert. Leipziger Schriften zur Kultur-, Literatur-, Sprach- und Übersetzungswissenschaft 2. Vervuert, Hamburg 1997, S. 301–332
- Fachübersetzen – eine Widerlegung von Vorurteilen. In: Joanna Best, Sylvia Kalina (Hrsg.): Übersetzen und Dolmetschen. Eine Orientierungshilfe. Francke, Tübingen 2002, S. 60–73
- Nonverbale Textelemente als Quelle und Lösung von Übersetzungsproblemen. In: Lew N. Zybatow (Hrsg.): Translation zwischen Theorie und Praxis. Innsbrucker translationswissenschaftliche Ringvorlesungen, 1. Forum Translationswissenschaft, Bd. 1, Peter Lang, Frankfurt 2002, S. 191–213

### Herausgebertätigkeiten
- Eberhard Fleischmann, Wladimir Kutz, Peter A. Schmitt (Hrsg.): Translationsdidaktik. Beiträge zu Grundfragen der Translationswissenschaft. Narr, Tübingen 1997
- Mary Snell-Hornby, Hans Hönig, Paul Kussmaul, Peter A. Schmitt (Hrsg.): Handbuch Translation. Stauffenburg, Tübingen 1998
- Eberhard Fleischmann, Peter A. Schmitt, Gerd Wotjak (Hrsg.): Translationskompetenz. Tagungsakten der LICTRA 2001, VII. Leipziger Internationale Konferenz zu Grundfragen der Translationswissenschaft. Stauffenburg, Tübingen 2003
- Peter A. Schmitt, Heike Jüngst (Hrsg.): Translationsqualität. Leipziger Studien zur angewandten Linguistik und Translatologie, Bd. 5. Peter Lang Europäischer Verlag der Wissenschaften, Frankfurt 2007
- Beverly Adab, Peter A. Schmitt, Gregory Shreve (Hrsg.): Discourses of Translation. Festschrift in Honour of Christina Schäffner. Peter Lang, Frankfurt 2012
- Herausgabe der Zeitschrift Lebende Sprachen. De Gruyter, Berlin
- Herausgabe der Reihe Leipziger Studien zur angewandten Linguistik und Translatologie. Peter Lang Europäischer Verlag der Wissenschaften, Frankfurt

### Wörterbücher
- Lexikon der Katalysatortechnik. Abgasreinigung in Kraftfahrzeugen. Deutsch-Englisch, Englisch-Deutsch. Brandstetter, Wiesbaden 1986
- PONS Fachwörterbuch der Kfz-Technik. Englisch-Deutsch, Deutsch-Englisch. Klett, Stuttgart 1992
- e-Fachwörterbuch Technik und angewandte Wissenschaften. Englisch-Deutsch / Deutsch-Englisch. Version 1.0. CD-ROM. Langenscheidt Fachverlag, München 2002
- Langenscheidts Fachwörterbuch Technik und angewandte Wissenschaften. Englisch-Deutsch, Deutsch-Englisch. Studienausgabe. 2 Bände. Langenscheidt Fachverlag, München 2004
- Langenscheidt Fachwörterbuch Ingenieurwesen Englisch. Englisch-Deutsch, Deutsch-Englisch. Langenscheidt, München 2006
- Fachwörterbuch Technik und angewandte Wissenschaften Deutsch-Chinesisch. Tonji University Press, Shanghai 2009
- Langenscheidt Professional-Fachwörterbuch Technik und angewandte Wissenschaften Englisch-Deutsch / Deutsch-Englisch. Komplett überarb. und erheblich erw. Version. Für PC, Mac, iPhone, iPad, Android Smartphones. Langenscheidt, München 2012